# Flora, Mississippi
Flora là một thành phố thuộc quận Madison, tiểu bang Mississippi, Hoa Kỳ. Năm 2010, dân số của thành phố này là 1 886 người.

## Dân số
- Dân số năm 2000: 1 550 người.
- Dân số năm 2010: 1 886 người.